# Serina (chimica)
La serina è un amminoacido polare. La sua molecola è chirale.
L'enantiomero L è uno dei 20 amminoacidi ordinari, il suo gruppo laterale reca un gruppo idrossile.
Negli esseri umani non è un amminoacido essenziale, ovvero l'organismo umano è in grado di sintetizzarlo.
Il suo gruppo laterale può subire reazione di O-glicosilazione, cioè l'addizione di una molecola di glucosio; questo la coinvolge nella catena di reazioni biochimiche che spiegano alcuni gravi effetti del diabete. La serina (come la tirosina e la treonina) può anche subire a livello della sua catena laterale una reazione di fosforilazione con la formazione di fosfoserina.

## Metabolismo
La serina può essere destinata alla produzione di energia metabolica, sotto forma di ATP. Per farlo deve essere prima deidratata in una reazione catalizzata dall'enzima serina deidratasi, che rimuove una molecola d'acqua sotto forma di un gruppo idrossilico e di un atomo di idrogeno dal Cα. L'intermedio che si forma subisce una reazione di transamminazione: cede il suo gruppo amminico all'α chetoglutarato e si trasforma in piruvato.
Il piruvato può essere decarbossilato ossidativamente in acetilCOA dal complesso della piruvato deidrogenasi, oppure può essere carbossilato in ossalacetato da parte dell'enzima piruvato carbossilasi (prima tappa della gluconeogenesi) e trasformarsi in glucosio.
La serina, in una reazione catalizzata dalla serina metiltransferasi, SHMT, si trasforma in glicina trasferendo un atomo di carbonio al tetraidrofolato che si trasforma in metilentetraidrofolato la forma più versatile dei "folati" nella cellula.